# Орден Голубя

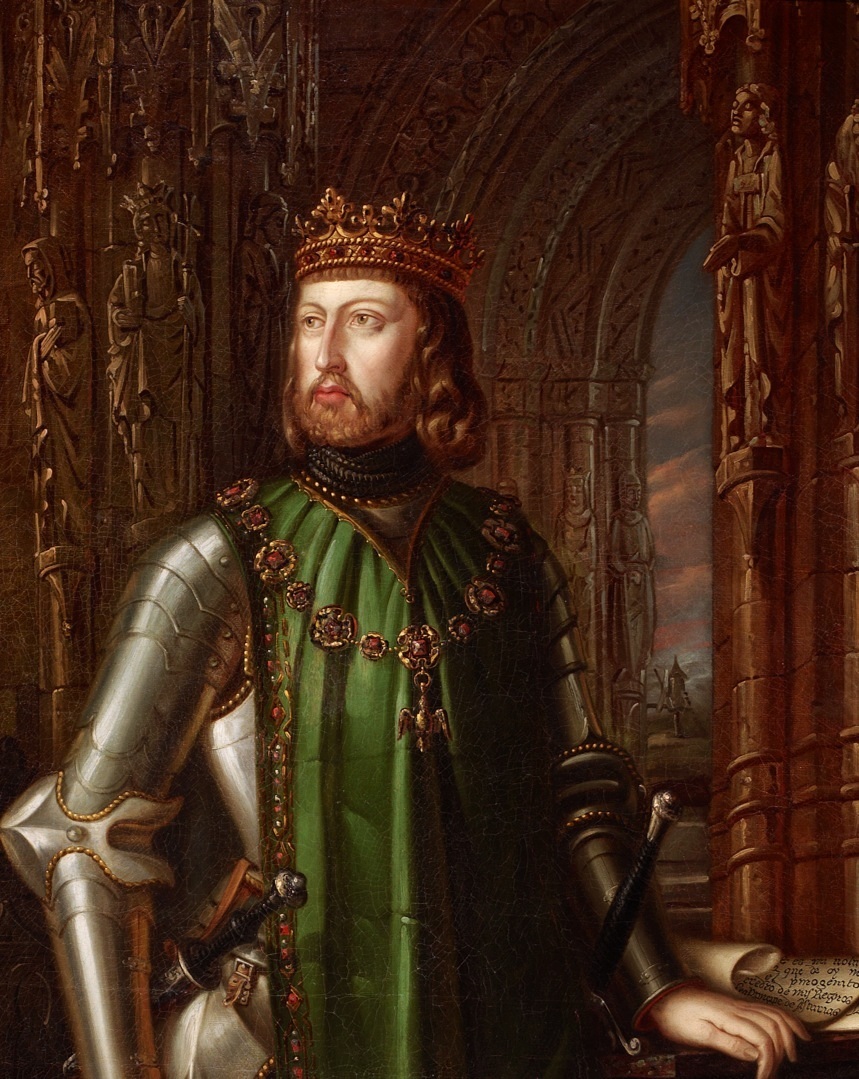
Картина маслом XIX века, с Хуаном I Кастильским с ожерельем ордена с изображением голубя.

Орден Голубя (исп. Orden de la Paloma) – недолговечный средневековый рыцарский военный орден, который просуществовал всего год. Он был создан королем Хуаном I Кастильским в 1379 году для защиты католической веры и Королевства Кастилия.

## История
Существовали сомнения относительно того, какой король королевства Кастилия создал орден (другой вариант — Генрих III Кастильский в 1399 году). Орден был распущен в следующем году после своего создания, но, несмотря на свою короткую жизнь, он стал известен благодаря своим большим пиршествам, которые в основном включали поедание голубей.
Фактически, именно эти массовые застолья, включавшие употребление в пищу голубиного мяса, и само название ордена стали причиной его падения.
Только благородные люди могли стать рыцарями военного ордена, но дело в том, что голубь, хотя и был популярным блюдом, имел двоякую репутацию, поскольку ассоциировался с распущенностью .
Знаком отличия ордена была золотая цепочка с эмалированным кулоном в виде голубя с красными глазами и клювом и распростертыми крыльями.